# Distretto di Lagunas (Piura)
Il distretto di Lagunas è uno dei dieci distretti della provincia di Ayabaca, in Perù. Si trova nella regione di Piura e si estende su una superficie di 190,82 chilometri quadrati.

Istituito il 23 febbraio 1946, ha per capitale la città di Lagunas; nel censimento 2005 contava 6.249 abitanti.